# Крейсерская яхта

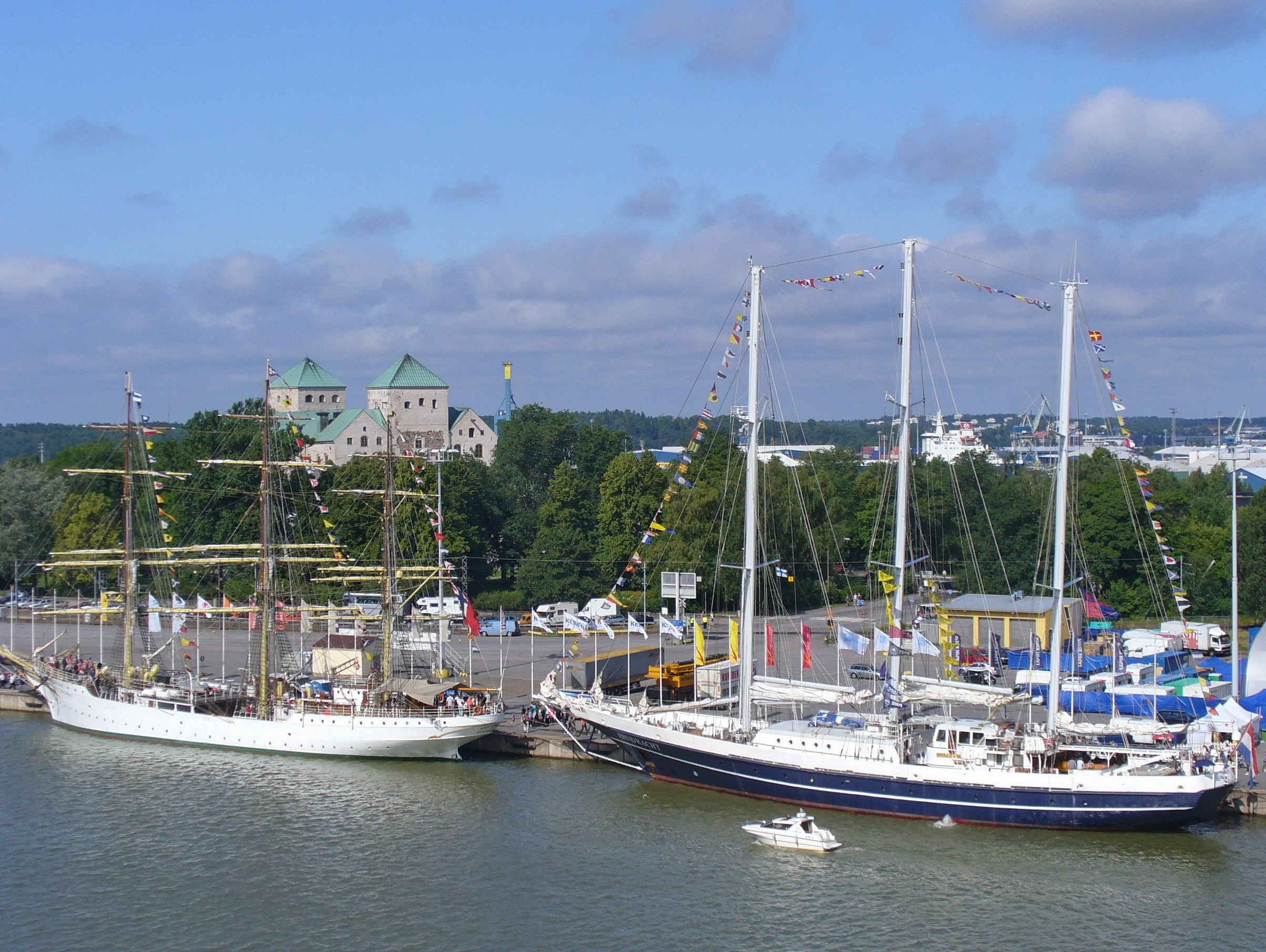

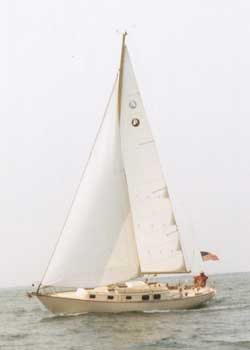
Яхта крейсерского класса

Кре́йсерская я́хта (от крейсер, яхта) — парусная яхта, предназначенная для автономного дальнего плавания, длительных морских и океанских переходов, а также океанских регат.
Обязательным атрибутом крейсерской яхты является наличие одной или нескольких кают, обеспечивающих длительное проживание на борту.
Характерным отличием крейсерских яхт от яхт других типов являются конструкционные особенности: прочный корпус, достаточный уровень оснащённости такелажем и парусами, навигационным и прочим оборудованием — для дальних автономных переходов в условиях открытого моря или океана.
Комфортабельные крейсерские яхты, не оптимизированные для спортивных состязаний, называют «круизными».